# Evangelische Kirche (Oráčov)

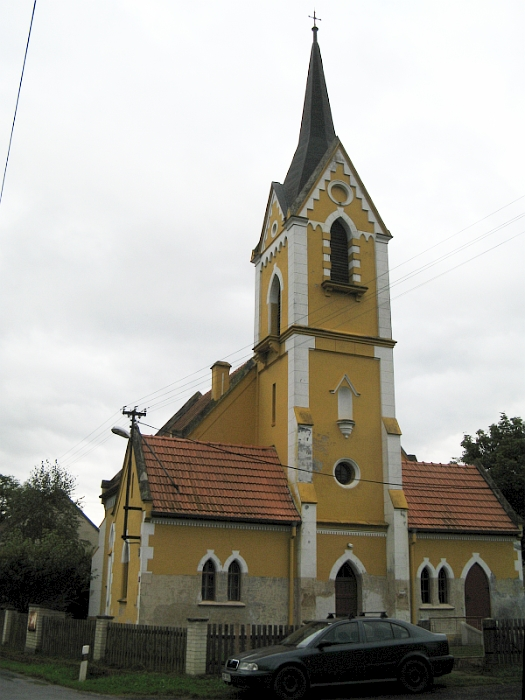
Evangelische Kirche Woratschen

Die Evangelische Kirche ist die evangelische Pfarrkirche von Oráčov (deutsch Woratschen) im Okres Rakovník im Nordwesten Tschechiens. Die Kirche steht seit 2001 unter Denkmalschutz.

## Geschichte
Bis zum Jahre 1635 bestand in Woratschen eine protestantische Gemeinde, die der Gegenreformation zum Opfer fiel. Erst im ausgehenden 19. Jahrhundert bildete sich wieder eine evangelische Gemeinde heran. Nachdem die Gläubigen zunächst in einem Gast- und in einem Privathaus ihre Gottesdienste gefeiert hatten, wurde in Woratschen 1901 eine Predigtstelle der evangelischen Pfarrkirche Deutsch Horschowitz eingerichtet. 1902 konnte mit wesentlicher finanzieller Unterstützung des Schleswig-Holsteinischen Hauptvereins der Gustav-Adolf-Stiftung in Kiel ein Kirchenbau errichtet werden. Nach Plänen des Baumeisters Josef Schindler aus dem benachbarten Podersam entstand ein einfaches Kirchengebäude  als Saalkirche mit Chorturm in den Formen des romanisch-gotischen Übergangsstils. Die Grundsteinlegung der Kirche erfolgte am 1. Mai, ihre Schlussweihe am 1. November 1902. Die vom Bochumer Verein gegossenen Stahlglocken der Kirche stiftete der Saazer Kartonagenfabrikant Moritz Lüdersdorf.
Von 1918 bis 1945 gehörte sie der Deutschen Evangelischen Kirche in Böhmen, Mähren und Schlesien, seither der Evangelischen Kirche der Böhmischen Brüder an.